# Allianz der Orden vom Hl. Johannes

Gemeinsames Symbol aller Johanniterorden ist das Malteserkreuz

Die Allianz der Orden vom Heiligen Johannes von Jerusalem ist ein Zusammenschluss der vier anerkannten nichtkatholischen Ritterorden vom Heiligen Johannes (Johanniterorden). Von anderen nationalen Orden verstehen sich die Mitgliedsorden durch ihr gemeinsames christliches Glaubensbekenntnis und ihre gemeinsame Tradition als christliche Laienorden. Die Allianz wurde 1961 in der Komturkirche in Nieder-Weisel gegründet. Alle Mitgliedsorden sind in ihren jeweiligen Heimatländern anerkannt.
Die vier Mitglieder der Allianz der Orden vom Hl. Johannes sind:
- Balley Brandenburg des Ritterlichen Ordens Sankt Johannis vom Spital zu Jerusalem mit Sitz in Deutschland, einschließlich seiner vier autonomen Komtureien
  - Johanniter Ridderskapet i Finland mit Sitz in Finnland,
  - Association des Chevaliers de St. Jean mit Sitz in Frankreich,
  - Kommende der Johanniterritter in der Schweiz mit Sitz in der Schweiz,
  - Johannita Rend MagyarTagozata mit Sitz in Ungarn;
- Johanniter Orde in Nederland mit Sitz in den Niederlanden;
- Johanniterorden i Sverige mit Sitz in Schweden;
- Most Venerable Order of the Hospital of Saint John of Jerusalem mit Sitz im Vereinigten Königreich.

Die Allianz und der ältere katholische Souveräne Malteserorden mit Sitz in Rom erkennen sich seit 1961 gegenseitig an. Man betrachtet sich als durch die gemeinsame Geschichte und den gemeinsamen Auftrag, der in der Sorge um Kranke und Bedürftige besteht, verbunden.